# Calimera
Calimera é uma comuna italiana da região da Puglia, província de Lecce, com cerca de 7.328 habitantes. Estende-se por uma área de 11,14 km², tendo uma densidade populacional de 658 hab/km². Faz fronteira com Caprarica di Lecce, Carpignano Salentino, Castri di Lecce, Martano, Martignano, Melendugno, Vernole, Zollino.

## Demografia
| Variação demográfica do município entre 1861 e 2011                               |
|                                                                                   |
| Fonte: Istituto Nazionale di Statistica (ISTAT) - Elaboração gráfica da Wikipedia |